# Јуре Пеливан
Јуре Пеливан (Ливно, 1. децембар 1928 — Сплит, 18. јул 2014) био је први предсједник Владе Републике Босне и Херцеговине након проглашења независности. Био је предсједник Владе у периоду од 30. јануара 1991. до 8. априла 1992. године.

## Биографија
Јуре Пеливан је рођен у Ливну 1. децембра 1928. По образовању је економиста. Био је на мјестима вицегувернера и гувернера Народне банке Босне и Херцеговине.
Послије мандата предсједника Владе, Јуре Пеливан је од 1997. до 2005. био члан Управе Централне банке Босне и Херцеговине и ту је био активан на увођењу конвертибилне марке.
Године 2007. Јуре Пеливан се преселио у Сплит у Хрватској, гдје је и преминуо 18. јула 2014. године. Има кћерку Сњежану и сина Игора.